# Chiwetel Ejiofor
Chiwetel Ejiofor (AFI: [ˈtʃuːwɨtɛl ˈɛdʒi.oʊfɔr]), all'anagrafe Chiwetelu Umeadi Ejiofor (Londra, 10 luglio 1977) è un attore britannico.
Ha ricevuto numerosi premi e candidature per la recitazione, tra cui il Premio BAFTA alla migliore stella emergente, cinque candidature al Golden Globe, una agli Emmy Award e la vittoria di un Olivier Award per la sua interpretazione in Otello nel 2008. 
Nel 2014 ha ricevuto la candidatura all'Oscar al miglior attore per la sua interpretazione in 12 anni schiavo nei panni del protagonista Solomon Northup.
Altri suoi film noti sono Love Actually - L'amore davvero (2003), Kinky Boots - Decisamente diversi (2005), Inside Man (2006), 2012 (2009), Doctor Strange (2016), Il re leone (2019) e Doctor Strange nel Multiverso della Follia (2022).

## Biografia
Nasce a Forest Gate, un quartiere residenziale di Newham (Londra), il 10 luglio del 1977, figlio di immigrati nigeriani di etnia igbo. Il padre, Arinze, un medico, è scomparso in un incidente d'auto quando Chiwetel aveva solo 11 anni, e la madre, Obiajulu, è una farmacista.
Studia recitazione dall'età di tredici anni. Attore teatrale, ottiene grande successo in patria interpretando Amleto e Romeo e Giulietta, e nominato per queste a concorrere al Laurence Olivier Award, premio teatrale di grande rilevanza in Gran Bretagna. La carriera cinematografica di Ejiofor ha inizio nel 1997 con la partecipazione al film Amistad di Steven Spielberg.
Nel 2013 è protagonista del film 12 anni schiavo, accanto a Brad Pitt e Michael Fassbender, film che, oltre alle lodi della critica, gli permette di ricevere una nomination ai Golden Globe e agli Oscar come miglior attore protagonista e di vincere un BAFTA, nella stessa categoria.
Nel 2015 ottiene la parte di protagonista in Sopravvissuti, film drammatico girato in Nuova Zelanda e con co-protagonisti Chris Pine e Margot Robbie, che debuttò in anteprima al Sundance Film Festival e fu distribuito nelle sale cinematografiche a partire dal 28 agosto 2015.
Nello stesso anno è nel cast del remake dell'omonimo capolavoro premiato come Miglior film straniero agli Oscar 2010, Il segreto dei suoi occhi, accanto a Julia Roberts e Nicole Kidman.
Nel 2016 interpreta per la prima volta Karl Mordo nel quattordicesimo film del Marvel Cinematic Universe Doctor Strange, ruolo che ha poi ripreso in una sua variante, componente degli Illuminati e Stregone Supremo della Terra-838 nel film Doctor Strange nel Multiverso della Follia (2022), diretto da Sam Raimi.
Nel 2019 presta la voce al perfido Scar nel remake Il re leone. Nello stesso anno dirige il suo primo lungometraggio, Il ragazzo che catturò il vento, basato sull'omonimo libro di memorie scritto da William Kamkwamba. Il film è stato selezionato per rappresentare il Regno Unito come miglior film in lingua straniera ai premi Oscar 2020.
L'attore mantiene un profilo riservato riguardo alla sua vita personale. Non si è mai sposato. Dal 2010 al 2015 ha avuto una relazione con la modella canadese Sari Mercer.

## Filmografia

### Attore

#### Cinema
- Amistad, regia di Steven Spielberg (1997)
- G.M.T. - Giovani musicisti di talento (G:MT Greenwich Mean Time), regia di John Strickland (1999)
- Piccoli affari sporchi (Dirty Pretty Things), regia di Stephen Frears (2002)
- Love Actually - L'amore davvero (Love Actually), regia di Richard Curtis (2003)
- Lei mi odia (She Hate Me), regia di Spike Lee (2004)
- Red Dust, regia di Tom Hooper (2004)
- Melinda e Melinda (Melinda and Melinda), regia di Woody Allen (2004)
- Four Brothers - Quattro fratelli (Four Brothers), regia di John Singleton (2005)
- Serenity, regia di Joss Whedon (2005)
- Doppia ipotesi per un delitto (Slow Burn), regia di Wayne Beach (2005)
- Kinky Boots - Decisamente diversi (Kinky Boots), regia di Julian Jarrold (2005)
- Inside Man, regia di Spike Lee (2006)
- I figli degli uomini (Children of Men), regia di Alfonso Cuarón (2006)
- Parla con me (Talk to Me), regia di Kasi Lemmons (2007)
- American Gangster, regia di Ridley Scott (2007)
- Redbelt, regia di David Mamet (2008)
- Endgame, regia di Pete Travis (2009)
- 2012, regia di Roland Emmerich (2009)
- Salt, regia di Phillip Noyce (2010)
- 12 anni schiavo (12 Years a Slave), regia di Steve McQueen (2013)
- Savannah, regia di Annette Haywood-Carter (2013)
- Sopravvissuti (Z for Zachariah), regia di Craig Zobel (2015)
- Sopravvissuto - The Martian (The Martian), regia di Ridley Scott (2015)
- Il segreto dei suoi occhi (Secret in Their Eyes), regia di Billy Ray (2015)
- Codice 999 (Triple 9), regia di John Hillcoat (2016)
- Doctor Strange, regia di Scott Derrickson (2016)
- Maria Maddalena (Mary Magdalene), regia di Garth Davis (2018)
- Domenica (Come Sunday), regia di Joshua Marston (2018)
- Il ragazzo che catturò il vento (The Boy Who Harnessed the Wind), regia di Chiwetel Ejiofor (2019)
- Maleficent - Signora del male (Maleficent: Mistress of Evil), regia di Joachim Rønning (2019)
- The Old Guard, regia di Gina Prince-Bythewood (2020)
- Locked Down, regia di Doug Liman (2021)
- Infinite, regia di Antoine Fuqua (2021)
- Doctor Strange nel Multiverso della Follia (Doctor Strange in the Multiverse of Madness), regia di Sam Raimi (2022)
- Figli dell'intelligenza artificiale (The Pod Generation), regia di Sophie Barthes (2023)
- Venom: The Last Dance, regia di Kelly Marcel (2024)
- The Life of Chuck, regia di Mike Flanagan (2024)
- Bridget Jones - Un amore di ragazzo (Bridget Jones: Mad About the Boy), regia di Michael Morris (2025)
- Eleanor the Great, regia di Scarlett Johansson (2025)
- The Old Guard 2, regia di Victoria Mahoney (2025)

#### Televisione
- Tsunami (Tsunami - The Aftermath) – miniserie TV, 2 puntate (2006)
- Dancing on the Edge – miniserie TV, 6 puntate (2013)
- Phil Spector, regia di David Mamet – film TV (2013)
- L'uomo che cadde sulla Terra (The Man Who Fell to Earth) – serie TV, 10 episodi (2022)

### Doppiatore
- Sherlock Gnomes, regia di John Stevenson (2018)
- Il re leone (The Lion King), regia di Jon Favreau (2019)

### Regista
- Il ragazzo che catturò il vento (The Boy Who Harnessed the Wind) (2019)

### Sceneggiatore
- Il ragazzo che catturò il vento (The Boy Who Harnessed the Wind), regia di Chiwetel Ejiofor (2019)

## Riconoscimenti

### Premio Oscar
- 2014 – Candidatura al miglior attore per 12 anni schiavo

### Golden Globe
- 2007 – Candidatura al miglior attore in un film commedia o musicale per Kinky Boots – Decisamente diversi[10]
- 2007 – Candidatura al miglior attore in una mini-serie o film per la televisione per Tsunami: The Aftermath[10]
- 2010 – Candidatura al miglior attore in una mini-serie o film per la televisione per Endgame
- 2014 – Candidatura al miglior attore in una mini-serie o film per la televisione per Dancing on the Edge
- 2014 – Candidatura al miglior attore in un film drammatico per 12 anni schiavo

### San Diego Film Critics Society Awards
- 2003 – Migliore attore per Piccoli affari sporchi

## Doppiatori italiani
Nelle versioni in italiano delle opere in cui ha recitato, Chiwetel Ejiofor è stato doppiato da:
- Massimo Rossi in Piccoli affari sporchi, Melinda e Melinda, Kinky Boots - Decisamente diversi, Sopravvissuto - The Martian, Doctor Strange, Maria Maddalena, Doctor Strange nel Multiverso della Follia, Figli dell'intelligenza artificiale
- Franco Mannella in Red Dust, Inside Man, I figli degli uomini, Il segreto dei suoi occhi, Domenica, Bridget Jones - Un amore di ragazzo
- Fabio Boccanera in Love Actually - L'amore davvero, 12 anni schiavo, The Old Guard, Infinite, The Old Guard 2
- Riccardo Rossi in 2012, Salt, Sopravvissuti, Codice 999
- Simone D'Andrea in Maleficent - Signora del male, Locked Down, L'uomo che cadde sulla Terra, Venom: The Last Dance
- Simone Mori in Tsunami, Redbelt
- Stefano Mondini in Four Brothers - Quattro fratelli
- Massimiliano Manfredi in Serenity
- Rodolfo Bianchi in Doppia ipotesi per un delitto
- Paolo De Santis in American Gangster
- Massimo De Ambrosis in Phil Spector
- Stefano Thermes ne Il ragazzo che catturò il vento

Da doppiatore è sostituito da:
- Roberto Stocchi in Sherlock Gnomes
- Massimo Popolizio ne Il re leone